# Anders Åkermark

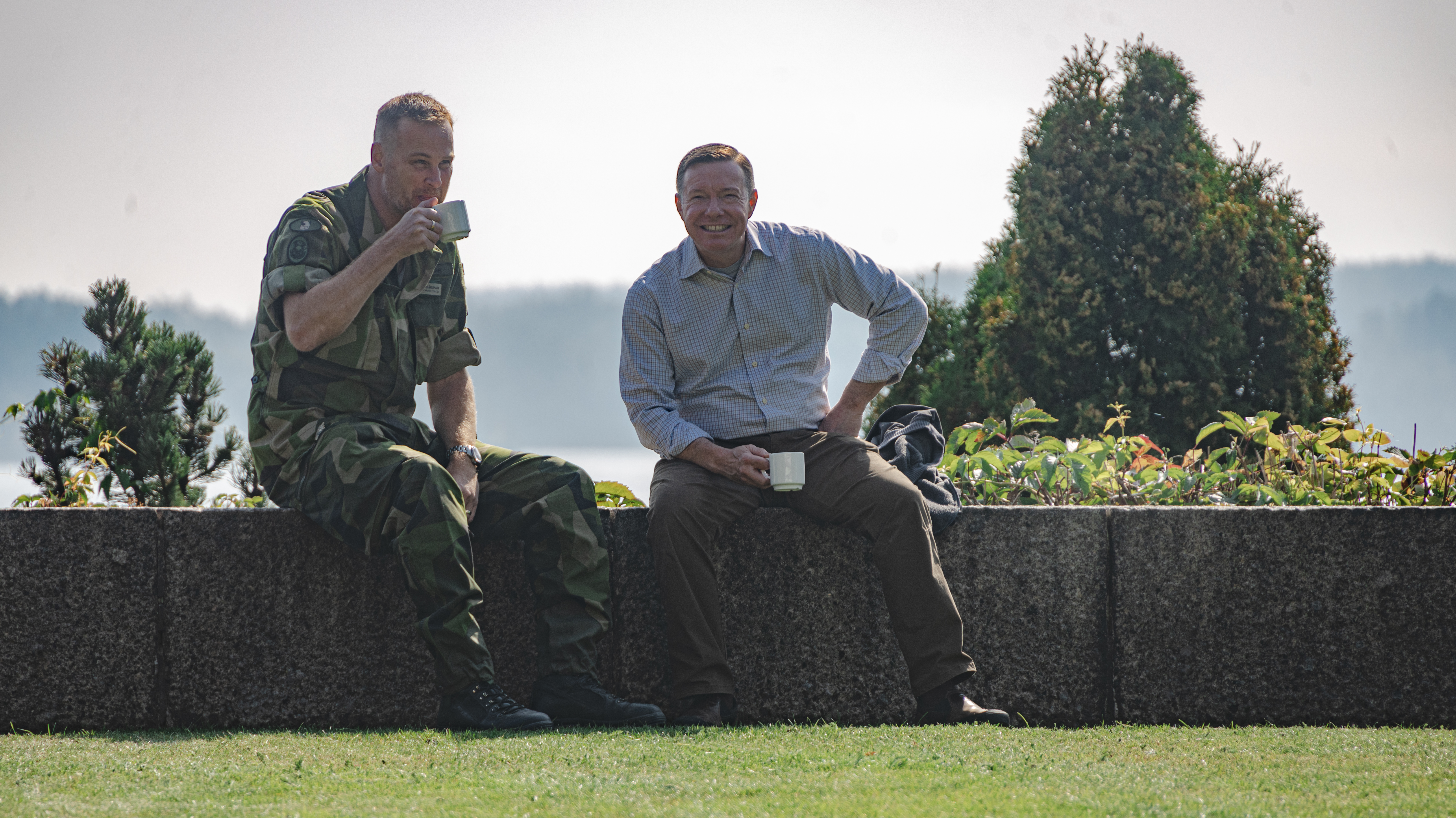
Anders Åkermark (vänster) på Berga i september 2024.

Anders Klas Åkermark, född 18 juli 1972 i Danderyds församling i Stockholms län, är en svensk militär.

## Biografi
Åkermark avlade marinofficersexamen vid Marinens officershögskola 1997 och utnämndes samma år till fänrik vid Vaxholms kustartilleriregemente där han utnämndes till löjtnant 2000. Han har tjänstgjort som stabschef och ställföreträdande chef vid 2.amfibiebataljonen mellan 2010-2017 samt var kontingentschef för ME04 i Somalia 2015. Åkermark befordrades till överste 2020 och är sedan den 1 april 2020 chef för marinstabens operationsavdelning.
Anders Åkermark invaldes som ledamot av Kungliga Örlogsmannasällskapet 2021.